# 多梅尼科·贝拉尔迪
多梅尼科·贝拉尔迪（義大利語：Domenico Berardi，發音：[doˈmeːniko beˈrardi]；1994年8月1日—），是一名意大利足球运动员，现效力于意大利足球甲级联赛球队萨索洛，意大利國家足球隊成員。

## 俱乐部生涯
贝拉尔迪早期在家乡的低级别球队科森扎踢球。据贝拉尔迪回忆，2006年时尤文图斯的球探看上了他，打算带他去都灵，但贝拉尔迪不想离开家乡和家人，甚至害怕到哭了出来，他拒绝了尤文图斯的邀请。16岁时经哥哥的朋友介绍加入乙级球队萨索洛青训营，开始接受专业足球训练。2012年，他进入萨索洛一线队，并在8月27日首次亮相职业联赛，5天后又射进首个职业比赛进球。他在意乙联赛赛场展现出很高的潜力，被认为是萨索罗的未来之星，2012年11月曾和曼联、利物浦等数家英超球队有联系。他在2012/13赛季为萨索罗联赛出场37次，射进11球，帮助球队获得联赛冠军，历史上首次进入意大利足球甲级联赛。
2013年9月2日，意大利豪门尤文图斯宣布卢卡·马罗内和萨索罗的贝拉尔迪互换球队。两人各以900万欧元的身价转会到对方俱乐部，然后原俱乐部再以450万欧元的价格买回球员的一半所有权，另外贝拉尔迪将免费租借萨索罗一个赛季。贝拉尔迪在意甲赛场依然有很高的进球能力，2014年1月12日，他在一场比赛中独中四球，帮助萨索罗4比3击败AC米兰，成为1994/95赛季以来意甲最年轻的大四喜球员，也是意甲有史以来首名对阵AC米兰时射进四球的球员。他在2013/14赛季出场29次，进球16个，帮助萨索洛保级成功。2014年7月，尤文图斯将贝拉尔迪续租到萨索洛一个赛季。2015年夏天，意大利足协废除球员共有权。贝拉尔迪原属尤文图斯和萨索洛共有，萨索洛花了1000万欧元彻底买下了贝拉尔迪。萨索洛的体育主管向电台透露，如果将贝拉尔迪投放市场，尤文图斯将拥有优先购买权。

## 國家隊生涯
2021年6月，贝拉尔迪入選了義大利參加2020年歐洲國家盃的大名單。7月11日，他隨隊獲得歐洲國家盃冠軍。

## 榮譽

### 國家隊
義大利
- 歐洲國家盃冠軍：2020[13]

### 個人
- 布拉沃獎：2015年

### 勳章
- 5級／騎士－意大利共和國功勳騎士勳章：2021[14]

## 外部連結
- Soccerway資料庫：多梅尼科·贝拉尔迪
- 多梅尼科·贝拉尔迪在BDFutbol中的档案